# Osîcikî, Bârzula
Osîcikî (în ucraineană Осички) este un sat în comuna Savran din raionul Bârzula, regiunea Odesa, Ucraina.

## Demografie
Componența lingvistică a comunei Osîcikî
     Ucraineană (98,54%)
     Rusă (1,15%)
     Alte limbi (0,08%)
Conform recensământului din 2001, majoritatea populației comunei Osîcikî era vorbitoare de ucraineană (98,54%), existând în minoritate și vorbitori de rusă (1,15%).